# Rives Dervoises
Rives Dervoises is een gemeente in het Franse departement Haute-Marne in de regio Grand Est en maakt deel uit van het arrondissement Saint-Dizier. De gemeente telde 1.306 inwoners op 1 januari 2022.

## Geschiedenis
Rives Dervoises is op 1 januari 2016 ontstaan door de fusie van de gemeenten Droyes, Longeville-sur-la-Laines, Louze en Puellemontier.

## Geografie
De oppervlakte van Rives Dervoises bedraagt 76,7 vierkante kilometer; Op 1 januari 2022 was de bevolkingsdichtheid 17 inwoners per km².
Attancourt · Bailly-aux-Forges · Brousseval · Ceffonds · Domblain · Dommartin-le-Franc · Doulevant-le-Petit · Fays · Frampas · Laneuville-à-Rémy · Magneux · Montreuil-sur-Blaise · Morancourt · Planrupt · La Porte du Der · Rachecourt-Suzémont · Rives Dervoises · Sommancourt · Sommevoire · Thilleux · Troisfontaines-la-Ville · Valleret · Vaux-sur-Blaise · Ville-en-Blaisois · Voillecomte · Wassy